# Museo Olímpico del Deporte Peruano
El Museo Olímpico del Deporte Peruano es un museo deportivo de Lima, Perú.
El museo, inaugurado el 26 de abril de 2013, forma parte desde 2015 de la Red de Museos Olímpicos del Mundo. Está ubicado en el Estadio Nacional del Perú.
La exposición permanente está dedicada a la historia del olimpismo y la participación del Perú en los Juegos Olímpicos. La colección consta de fotografías, afiches, uniformes deportivos, medallas, trofeos y objetos históricos relacionados con las Olimpiadas. Una sala está dedicada al fútbol peruano, y en otra se puede encontrar un Salón de la Fama. Entre los objetos más destacados que se exponen se encuentra una réplica de la pistola con la que Edwin Vázquez obtuvo la primera medalla de oro peruana en las Olimpiadas de Londres de 1948.